# Estación Maguire
Maguire es una estación ferroviaria ubicada en las áreas rurales del Partido de Pergamino, Provincia de Buenos Aires, Argentina.

## Servicios
En 1992, dejan de correr los trenes de pasajeros.  Actualmente es operada por el NCA (Nuevo Central Argentino).

## Historia
La estación Maguire fue fundada en 1912 luego que Eduardo Pedro Maguire donara una fracción de su propiedad a la empresa británica FERROCARRILES BUENOS AIRES Y ROSARIO Y CENTRAL ARGENTINO en 1907 para la construcción de la misma sobre el ya existente ramal Victoria-Vagués-Pergamino, la misma pertenecía al Ferrocarril Mitre. En reconocimiento al gesto la empresa nombró con el apellido del donante a dicha estación. El ferrocarril Mitre luego fue operado por los Ferrocarriles Argentinos donde pasaban más de 50 trenes de cargas y de larga distancia hacia las provincias de Santa Fe y Córdoba.
La estación fue clausurada en 1992 y actualmente presta muy pocos servicios de cargas para la planta de silos que se encuentra en esta locación. 
En la actualidad la estación se encuentra en lamentables condiciones dado que en su interior viven usurpadores ilegales desde 2018 que se dedican a la cría de cerdos y demás actividades inhabilitadas.
Esta estación es un ejemplo más de todas las propiedades del ferrocarril que fueron abandonadas y condenadas a un lento deterioro luego de 1992.